# National Collegiate Athletic Association
Die National Collegiate Athletic Association (NCAA) ist eine gemeinnützige und damit von der Steuerpflicht befreite Non-Profit-Organisation, über die viele Colleges und Universitäten der Vereinigten Staaten und eine Universität Kanadas ihre Sportprogramme organisieren. Sie umfasst über 1280 Einrichtungen, Organisationen und Einzelpersonen, die sich den Interessen und der Ausbildung der studentischen Athleten verpflichtet fühlen. Der Sitz befindet sich in Indianapolis.
Aufgrund der großen Zuschauerbeliebtheit und der entsprechenden Vermarktung durch die Medien nimmt der Universitätssport in den USA einen weit höheren Stellenwert ein, als dies in den meisten anderen Ländern der Welt der Fall ist.
Im August 1973 wurde das derzeitige Drei-Divisionen-System der Division I, Division II und Division III von den Mitgliedern der NCAA angenommen. Nach NCAA-Bestimmungen können die Hochschulen der Division I und der Division II den Athleten Stipendien für die Ausübung einer Sportart anbieten. Hochschulen der Division III dürfen keine Sportstipendien anbieten. Im Allgemeinen treten größere Hochschulen in der Division I und kleinere in II und III an. 1978 wurde der Football der Division I weiter in die Divisionen I-A und I-AA unterteilt. Anschließend wurde kurz der Begriff „Division I-AAA“ hinzugefügt, um Hochschulen der Division I abzugrenzen, die überhaupt kein Football-Programm anbieten. Dieser Begriff wird jedoch von der NCAA offiziell nicht mehr verwendet. 2006 wurden die Divisionen I-A und I-AA in die Football Bowl Subdivision (FBS) bzw. Football Championship Subdivision (FCS) umbenannt.

## Geschichte

### Entstehung und frühe Jahre
Der Hochschulsport begann in den USA 1852, als sich Mannschaften von Universitäten in Harvard und Yale zu einem Wettkampf im Rudern zusammenfanden. Da der Rudersport bis in die späten 1800er Jahre hinein der vorherrschende Sport im Land blieb, wurden viele der anfänglichen Debatten über die sportliche Eignung und den Zweck der Hochschulen durch Organisationen wie die Rowing Association of American Colleges und die Intercollegiate Rowing Association geregelt. Als andere Sportarten, insbesondere Football und Basketball, aufkamen, wurden viele dieser Konzepte und Standards übernommen. Vor allem Football entwickelte sich zu einem Massensport, wobei sich die Spielregeln jedoch ständig änderten und oft für jeden Wettkampf angepasst werden mussten.

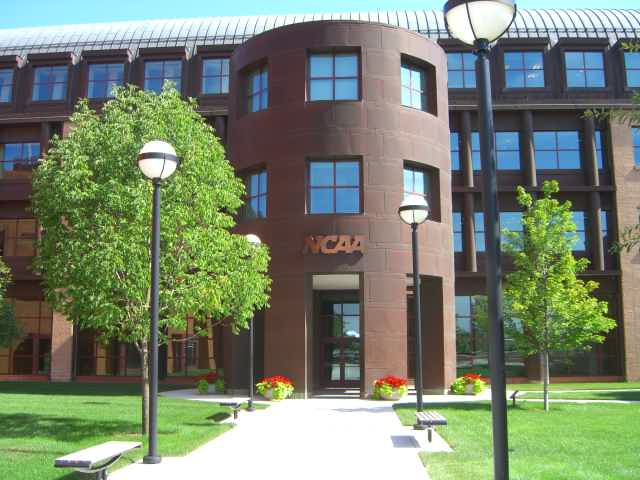
Hauptverwaltung der NCAA im White River State Park in Indianapolis

Als sich der Sohn des US-Präsidenten Theodore Roosevelt beim American Football in Harvard schwer verletzte, kam es zu einem Treffen des Präsidenten mit Vertretern der drei bedeutendsten Universitäten der Ivy League, Harvard, Yale und Princeton, um im Weißen Haus Schritte zu diskutieren, wie man den Collegesport sicherer machen könnte. Am 31. März 1906 wurde schließlich als eine Folge dieser Treffen die „Intercollegiate Athletic Association of the United States“ (IAAUS) gegründet, um Regeln für den Hochschulsport in den Vereinigten Staaten aufzustellen.
Die NCAA entstand aus jenen Konferenzen des Weißen Hauses, die Präsident Roosevelt Anfang des 20. Jahrhunderts als Reaktion auf wiederholte Verletzungen und Todesfälle im College-Football einberief, die „viele Colleges und Universitäten dazu veranlasst hatten, den Sport einzustellen“. Im Anschluss an diese Treffen des Weißen Hauses und die daraus resultierenden Reformen organisierte der Präsident der New York University, Henry MacCracken, ein Treffen von 13 Colleges und Universitäten, um Änderungen der Spielregeln im Football zu initiieren; bei einem Folgetreffen am 28. Dezember 1905 in New York wurden 62 höhere Bildungseinrichtungen Gründungsmitglieder des Intercollegiate Athletic Association of the United States (IAAUS). Die IAAUS wurde am 31. März 1906 offiziell gegründet. 1910 wurde aus der IAAUS die National Collegiate Athletic Association (NCAA).
Mehrere Jahre lang war die NCAA eine Diskussionsplattform und ein regelsetzendes Gremium, doch 1921 wurde die erste nationale Meisterschaft der NCAA durchgeführt: die National Collegiate Track and Field Championships. Nach und nach wurden weitere Regelkomitees gebildet und weitere Meisterschaften geschaffen, darunter 1939 eine Basketball-Meisterschaft.
Eine Reihe von Krisen brachte die NCAA nach dem Zweiten Weltkrieg an einen Wendepunkt. Der „Sanity Code“ – angenommen, um Richtlinien für die Rekrutierung und finanzielle Unterstützung festzulegen – konnte den Missstand nicht eindämmen. Nach der Saison vervielfachten sich die Footballspiele mit wenig Kontrolle, und die Mitgliedsschulen waren zunehmend besorgt darüber, wie sich das neue Medium Fernsehen auf die Zuschauerzahlen auswirken würde.
Die Komplexität dieser Probleme und die wachsende Zahl der Mitglieder und Meisterschaften zeigten die Notwendigkeit einer hauptamtlichen professionellen Führung. Walter Byers, der zuvor in Teilzeit als Assistent der Geschäftsführung tätig war, wurde 1951 zum Exekutivdirektor ernannt, und 1952 ein nationales Hauptquartier in Kansas City, Missouri, eingerichtet.
Byers verlor keine Zeit, um der Organisation seinen Stempel aufzudrücken. Es wurde ein Konzept zur Kontrolle der Live-Übertragung von Footballspielen genehmigt, der Kongress delegierte die Vollzugsbefugnisse an den Verbandsrat, und es wurde ein Gesetz zur Regelung der Bowlspiele nach der Saison verabschiedet.

### 1970er-heute
Mit dem Anstieg der Hochschulsportarten wurde der Umfang der Leichtathletikprogramme immer größer, was die NCAA zwang, eine Struktur zu schaffen, die unterschiedliche Schwerpunkte berücksichtigte. 1973 wurde die Mitgliedschaft des Verbandes in drei rechtliche und wettbewerbliche Divisionen – I, II und III – aufgeteilt. Fünf Jahre später, 1978, stimmten die Mitglieder der Division I für die Schaffung der Unterabteilungen I-A und I-AA (2006 in Football Bowl Subdivision und Football Championship Subdivision umbenannt) im Football.
Bis in die 1980er Jahre bot die NCAA keinen Collegesport für Frauen an, diese Aufgabe hatte bis dato eine Organisation namens Association for Intercollegiate Athletics for Women (AIAW) übernommen. 1982, zehn Jahre nach der Verabschiedung des Title IX, der Bildungsnovelle von 1972 (Education Amendment of 1972) gegen sexuelle Diskriminierung an bundesfinanzierten Bildungseinrichtungen, und nach langwierigen Rechtsstreits und Blockaden der NCAA-College-Football-Hochschulen gegen die Gleichberechtigung, folgte die NCAA dem Beispiel der National Association of Intercollegiate Athletics (NAIA) und bot an, fortan Damenmeisterschaften zu veranstalten. 1982 gab es deswegen zwei (bzw. drei) nationale Damenmeisterschaften in den gängigen Sportarten, doch die AIAW konnte gegen die finanzielle Macht der NCAA auf Dauer nicht bestehen und löste sich im Juni 1983 nach einer ergebnislosen Monopolklage gegen die NCAA vor einem Bundesgericht auf.
In den 1980er Jahren war der College-Football im Fernsehen zu einer größeren Einnahmequelle für die NCAA geworden. Im September 1981 reichten der Vorstand der University of Oklahoma und die University of Georgia Athletic Association beim Bezirksgericht in Oklahoma Klage gegen die NCAA ein. Die Kläger erklärten, dass die NCAA mit ihren Fernsehplänen für den Football Preisabsprachen, Produktionsbeschränkungen, Boykott und Monopolisierung betrieb, die nach dem Sherman Act illegal seien. Die NCAA argumentierte, dass ihre wettbewerbsfördernden und nichtkommerziellen Rechtfertigungen für das Vorhaben – Schutz des Zuschauerraums, Aufrechterhaltung des Wettbewerbsgleichgewichts zwischen den NCAA-Mitgliedsinstitutionen und die Schaffung eines attraktiveren „Produkts“, das mit anderen Formen der Unterhaltung konkurrieren kann – den Plan angemessen machten. Im September 1982 entschied das Bezirksgericht zugunsten der Kläger, dass der Plan gegen die Kartellgesetze verstößt. Es untersagte der Vereinigung die Durchsetzung des Vertrags. Die NCAA legte bis zum Obersten Gerichtshof der Vereinigten Staaten Berufung ein, verlor aber 1984 gegen den Aufsichtsrat der Universität von Oklahoma (Wären die Fernsehverträge, die die NCAA mit ABC, CBS und ESPN hatte, für die Saison 1984 in Kraft geblieben, hätten sie der Vereinigung und ihren Mitgliedern etwa 73,6 Millionen Dollar eingebracht).
Die Studenten können bis zum Abschluss des Bachelor-Examens für die Hochschule starten, so dass sie auch nur für diesen Zeitraum von meist vier Jahren finanziell gefördert werden können. Durch die unterschiedliche Qualität der Hochschulen und unterschiedliche Zugangsvoraussetzungen ist der Wettbewerb verzerrt. Um dies auszugleichen, hat die NCAA Mindestmaßstäbe für den Highschool-Abschluss gesetzt. Da auch dieser von Highschool zu Highschool sehr verschieden sein kann, wird ein Mindest-Score im SAT (Scholastic Aptitude Test) verlangt. Durch die Vielzahl an Stipendien- und Trainingsmöglichkeiten bieten die Hochschulen der NCAA mehr als zehnmal so vielen guten Sportlerinnen und Sportlern optimale Trainingsmöglichkeiten, als dies in Deutschland der Fall ist. Aus diesem Grund entscheiden sich deutsche studentische Spitzensportler zunehmend ein Studium in den USA zu beginnen. Besonders europäischen studentischen Spitzensportlern gelingt es die Unterstützungen seitens der amerikanischen Universitäten für ihre duale Karriere zu nutzen.
2009 wurde die Simon Fraser University in Burnaby, Britisch-Columbia, die erste nicht US-amerikanische Mitgliedsinstitution der NCAA.
Im Jahr 2014 stellte die NCAA mit einem Nettoumsatz von 989 Millionen Dollar einen Rekord auf. Mit knapp 1 Milliarde Dollar zählt sie zu den größten aller großen Sportorganisationen.

### Nennenswerte Gerichtsfälle
- In den späten 1940er Jahren gab es nur zwei Colleges, Notre Dame und Pennsylvania, mit einem landesweiten Fernsehvertrag, einer beträchtlichen Einnahmequelle. Im Jahr 1951 stimmte die NCAA dafür, jegliche Live-Fernsehübertragung von College-Footballspielen während der Saison zu verbieten. Kurz nachdem die NCAA ein Fernsehverbot beschlossen hatte, zwang sie die öffentliche Empörung zum Rückzug. Stattdessen stimmte die NCAA dafür, die Anzahl der im Fernsehen übertragenen Spiele für jede Mannschaft zu beschränken, um den Rückgang der Zuschauerzahlen zu stoppen. Der Präsident der University of Pennsylvania, Harold Stassen, widersetzte sich dem Monopol und erneuerte den Vertrag mit ABC. Schließlich ließ die University of Pennsylvania ihre Klage fallen, nachdem die NCAA die Bitte der Penn State University abgelehnt hatte, dass der US-Generalstaatsanwalt die Rechtmäßigkeit des restriktiven Plans der NCAA beurteilen solle[13] und drohte, die Quakers aus dem Verband auszuschließen. Notre Dame setzte die Fernsehübertragung seiner Spiele bis 1953 fort, indem sie das Verbot umging, indem sie ihre Spiele filmte und am nächsten Abend ausstrahlte.[14]
- 1957 wies der Oberste Gerichtshof von Colorado eine Klage der Familie des verstorbenen Footballspielers Ray Herbert Dennison vom Trinidad College ab. Obwohl er bei einem Spiel gegen das Fort Lewis A&M College auf dem Feld eine tödliche Gehirnerschütterung erlitt, hatte Dennison keinen Anspruch auf eine Entschädigung, da er nicht vertraglich zur Teilnahme am Football verpflichtet war. Darüber hinaus stellte das Gericht fest, dass „das College keinen direkten Nutzen aus den Aktivitäten erhielt, da das College nicht im Football-Geschäft tätig war und keinen Nutzen aus diesem Bereich der Freizeitbeschäftigung zog“.[15]
- 1977 leitete der US-Kongress, teilweise ausgelöst durch den Fall Tarkanian, eine Ermittlung gegen die NCAA ein[16] und zwang in Verbindung mit dem Fall Tarkanian die internen Akten der NCAA öffentlich zugänglich zu machen.[17]
- 1998 einigte sich die NCAA auf die Beilegung einer Klage in Höhe von 2,5 Millionen Dollar, die der ehemalige Basketballtrainer des UNLV, Jerry Tarkanian, eingereicht hatte. Tarkanian verklagte die NCAA, nachdem er gezwungen war, seinen Rücktritt der UNLV, wo er von 1975 bis 1992 als Cheftrainer tätig war, zu erklären. In der Klage wurde behauptet, die Agentur habe ihn ausgewählt und das Basketballprogramm der Universität dreimal in diesem Zeitraum bestraft. Tarkanian sagte: „Sie können nie und nimmer all den Schmerz und die Qualen wieder gutmachen, die sie mir zugefügt haben. Alles, was ich sagen kann, ist, dass sie 25 Jahre lang auf mich eingeschlagen haben“. Die NCAA sagte, dass sie den langen Kampf bedauere und dass sie nun mehr Verständnis für Tarkanians Position habe und dass der Fall den Durchsetzungsprozess zum Besseren verändert habe.[18]
- 1999 wurde die NCAA wegen der Diskriminierung weiblicher Sportlerinnen unter Titel IX verklagt, weil sie den Männern systematisch mehr Ausnahmegenehmigungen für die Teilnahme am College-Sport erteilt hat als den Frauen. In der Rechtssache National Collegiate Athletic Association v. Smith entschied der Oberste Gerichtshof der USA, dass die NCAA diesem Gesetz nicht unterliegt, ohne die Stichhaltigkeit der Diskriminierungsklage zu prüfen.[19]
- Im Jahr 2007 wurde der Fall White et al. gegen die NCAA von den ehemaligen Studierenden der NCAA, Jason White, Brian Pollack, Jovan Harris und Chris Craig, als Sammelklage eingereicht. Sie argumentierten, dass die derzeitigen Beschränkungen der NCAA für ein volles Stipendium oder Zuschüsse eine Verletzung der staatlichen Kartellgesetze darstellten. Sie begründeten dies damit, dass es den Mitgliedsschulen der NCAA in Ermangelung einer solchen Beschränkung freisteht, alle finanziellen Unterstützungspakete anzubieten, die sie zur Anwerbung der Studenten und Athleten benötigen. Die NCAA vereinbarte vor der Entscheidung des Gerichts die Einrichtung des Former Student-Athlete Fund, um „qualifizierte Kandidaten zu unterstützen, die gemäß den Bedingungen des Abkommens mit den Klägern in einer staatlichen Kartellrechtsklage den Erhalt von Kosten für die Karriereentwicklung und/oder die Erstattung von Ausbildungskosten beantragen“.[20]
- Im Jahr 2013 erklärte Jay Bilas, dass die NCAA einzelne Spieler durch Trikotverkäufe in ihrem Shop begünstigt habe. Konkret gab er die Namen mehrerer Top-College-Fußballer, darunter Tajh Boyd, Teddy Bridgewater, Jadeveon Clowney, Johnny Manziel und AJ McCarron, in die Suchmaschine des offiziellen Online-Shops der NCAA ein. Die Suchergebnisse lieferten entsprechend nummerierte Team-Trikots. Die NCAA entfernte daraufhin die auf ihrer Website aufgeführten Team-Trikots.[21]
- Im März 2014 reichten vier Spieler eine Sammelklage ein, in der sie die NCAA und ihre fünf führenden Konferenzen als „unrechtmäßiges Kartell“ bezeichneten. Die Klage behauptet, dass die NCAA den Wert von Sportstipendien begrenzt habe, „die Verdienstmöglichkeiten von Football- und Basketballspielern unrechtmäßig eingeschränkt habe, während sie mit ihrer Arbeit Milliarden verdient habe“.[22] Gabe Feldman, Direktor für Sportrecht an der Tulane University, bezeichnete die Klage als „eine unmittelbar erkennbare Angelegenheit für die NCAA“. Am 30. September 2015 entschied der U.S. Court of Appeals for the Ninth Circuit, dass die Begrenzung der Vergütung auf die Kosten für den Studienplatz eines Athleten ausreichend sei. Gleichzeitig entschied es gegen den Vorschlag eines Bundesrichters, studentischen Sportlern eine Entschädigung in Höhe von 5.000 Dollar pro Jahr zu zahlen.[23]
- Im August 2015 hob das National Labor Relations Board eine im Vorjahr getroffene Entscheidung auf, mit der Stipendiaten der Northwestern University als Angestellte eingestuft wurden und ihnen damit das Recht auf Tarifverhandlungen für ihre Ansprüche zugestanden wurde. Die Bemühungen um eine gewerkschaftliche Organisierung waren eine Initiative der College Athletes Player Association und von Kain Colter, der mit Unterstützung der United Steelworkers Group arbeitete. Der Fall wurde schließlich aufgrund von Schwierigkeiten bei der Umsetzung des Urteils in öffentlichen und privaten Institutionen eingestellt. Die NCAA hat als Reaktion auf diese Initiative mehrere Verbesserungen in Bezug auf den Wert von Sportstipendien und die medizinische Versorgung vorgenommen.[24]

### NCAA-„Revolution“ durch NIL-Regelung
Die NCAA wurde in der Vergangenheit dafür kritisiert, dass die Hochschulen hohe Geldbeträge mit den Spielen und deren Vermarktung verdienen, ohne dass die Spieler, die formell Amateure waren, daran beteiligt waren. Aktive, die in verschiedener Form durch ihre Tätigkeit Geld oder Sachleistungen erhielten, wurden bestraft. Im Falle von Verletzungen genießen die Spieler, da sie formell lediglich ein Hobby ausüben, außerdem nicht denselben Schutz wie ein Angestellter.
Seit 2021 haben Spieler die Möglichkeit, von Dritten für die Vermarktung ihres Namens, ihres Images und ihres Abbildes profitieren (englisch: Name, Image, Likeness, kurz NIL) Geld zum Beispiel in Form von Werbeverträgen zu erhalten. Über sogenannte Kollektive wurde das über die NIL-Regelung ausgeschüttete Geld faktisch als Gehälter für NCAA-Sportler ausgezahlt. Einige Sportler erhielten auf diese Weise Millionensummen.
In einer Sammelklage, die ehemalige und gegenwärtige Sportler der ersten NCAA-Division gegen die NCAA sowie fünf Conferences (Pac-12 Conference, Big Ten Conference, Big 12 Conference, Southeastern Conference, Atlantic Coast Conference) einreichten, wurde das Regelwerk der NCAA angefochten, das die Vergütung von Hochschulsportlern einschränkte oder völlig untersagte. Es kam im Mai 2025 zu einem milliardenschweren Vergleich, der im Juni desselben Jahres von einer kalifornischen Richterin genehmigt wurde.
Damit wurde geregelt, dass Hochschulen ihre Sportler künftig direkt bezahlen dürfen. Das wurde als neue Ära im US-Hochschulsport und als Ende des Amateurstatus in einigen der wichtigsten NCAA-Sportarten eingestuft. Festgehalten wurde, dass die jährliche Obergrenze für die Vergütung von Sportlern zunächst 20,5 Millionen US-Dollar pro Universität beträgt und in den folgenden Jahren ansteigt. Des Weiteren wurde in dem Vergleich festgehalten, dass die NCAA in den folgenden zehn Jahren Entschädigungen von insgesamt fast 2,8 Milliarden US-Dollar an Sportler zahlen muss, die zwischen 2016 und 2025 Mannschaften von Hochschulen der ersten NCAA-Division angehörten.
Im Basketballsport sorgten die neuen Verdienstmöglichkeiten an NCAA-Universitäten dafür, dass sich in Hinblick auf die Saison 2025/26 zahlreiche junge Spieler aus europäischen Ländern US-Hochschulmannschaften anschlossen. Darunter befanden sich viele, die zu den aussichtsreichsten Talenten ihrer Jahrgänge in Europa zählen.
Viele NCAA-Universitäten waren fortan in der Lage, Gehälter zu bieten, die selbst die wirtschaftlichen Möglichkeiten von Euroleague-Mannschaften deutlich übertrafen. Die Änderungen im US-Hochschulbasketball und der nachfolgende Wechsel einer erheblichen Anzahl an Talenten in die USA wurden als großer Rückschlag für die Nachwuchsarbeit im europäischen Spitzenbasketball eingestuft.

## Struktur
Die NCAA ist in verschiedene Kabinette und Komitees aufgegliedert, die jeweils aus Vertretern der einzelnen Mitglieder bestehen. Diese einzelnen Organe unterliegen der Kontrolle des „Management Councils“, das wiederum aus Vertretern der Schulen wie auch aus Vertretern der Sportler besteht.
In der NCAA werden folgende Sportarten organisiert: Basketball, Baseball (Männer), Softball (Frauen), American Football/College Football (Männer), Hockey (Frauen), Bowling (Frauen), Golf, Fechten, Lacrosse, Fußball, Turnen, Rudern (Frauen), Volleyball, Eishockey, Wasserball, Sportschießen (koedukativ), Tennis, Skilaufen, Leichtathletik, Schwimmen, Wasserspringen und Ringen (Männer).
Die NCAA ist nicht die einzige Collegesportorganisation in den USA. Die National Association of Intercollegiate Athletics (NAIA) ist eine andere Organisation. Das kanadische Gegenstück zur NCAA ist die Canadian Interuniversity Sport (CIS).

### Präsidenten der NCAA
- Walter Byers 1951–1988
- Dick Schultz 1988–1993
- Cedric Dempsey 1993–2002
- Myles Brand 2003–2009
- Jim Isch (interim) 2009–2010
- Mark Emmert 2010–2023
- Charlie Baker seit 1. März 2023

### Divisions-Geschichte
Im Laufe der Jahre wurden die Bezeichnungen für die einzelnen Divisionen, in denen die verschiedenen Universitäten aufgegliedert sind, mehrmals umbenannt. Die folgende Auflistung enthält die Namen der Divisionen seit Gründung der IAAUS.
| Zeitraum   | Divisionen                                          | Divisionen                                                  | Divisionen                          | Divisionen       | Divisionen       |
| ---------- | --------------------------------------------------- | ----------------------------------------------------------- | ----------------------------------- | ---------------- | ---------------- |
| 1906–1956  | keine                                               | keine                                                       | keine                               | keine            | keine            |
| 1956–1972  | University Division (Major College)                 | University Division (Major College)                         | University Division (Major College) | College Division | College Division |
| 1973–heute | Division I                                          | Division I                                                  | Division I                          | Division II      | Division III     |
| 1978–2006  | Division I-A (nur Football)                         | Division I-AA (nur Football)                                | Division I-AAA                      | Division II      | Division III     |
| 2006–heute | Division I Football Bowl Subdivision (nur Football) | Division I Football Championship Subdivision (nur Football) | Division I                          | Division II      | Division III     |

## Sportarten
Die NCAA vergibt derzeit jährlich 92 nationale Meisterschaften – 47 Frauen-, 43 Männer- und zwei gemischte Meisterschaften für Sportschießen und Skifahren. Die NCAA wird im akademischen Jahr 2025–26 eine einzige Meisterschaft im Frauen-Ringen hinzufügen, die Mitgliedern aller drei NCAA-Divisionen offen steht. Außerdem wird die Fechtmeisterschaft 2025–26, die bisher eine einzelne koedukative Mannschaftsmeisterschaft war, in separate Meisterschaften für Männer und Frauen aufgeteilt.
Zu den von der NCAA anerkannten Sportarten gehören die folgenden:
- American Football (Männer; keine von der NCAA vergebene Meisterschaft in der Division I FBS)
- Baseball (Männer)
- Basketball
  - Männer
  - Frauen
- Beachvolleyball (Frauen)
- Bowling (Frauen)
- Crosslauf
- Fechten
- Hockey (Frauen)
- Golf
- Eishockey
  - Männer
  - Frauen
- Fußball
- Hallen-Leichtathletik
- Lacrosse
  - Männer
  - Frauen
- Leichtathletik
- Ringen
- Rudern (Frauen)
- Sportschießen (geschlechtergemischt)
- Skifahren (geschlechtergemischt)
- Softball (Frauen)
- Schwimmsport
- Tennis
- Turnen
- Volleyball
- Wasserball

Die Football Bowl Subdivision der Division I ermittelt ihren eigenen Meister unabhängig von der NCAA über das „College Football Playoff“; dies ist keine offizielle NCAA-Meisterschaft. Die zuletzt hinzugekommene Meisterschaft ist eine einzige, alle Divisionen umfassende Meisterschaft im Beachvolleyball der Frauen, die Ende 2014 und Anfang 2015 von den Verantwortlichen aller drei Divisionen genehmigt wurde. Die erste Meisterschaft fand im Frühjahr 2016 statt. Die NCAA hatte die Sportart bis zum 23. Juni 2015 als „Sandvolleyball“ bezeichnet, bevor sie ankündigte, dass sie den international anerkannten Namen „Beachvolleyball“ verwenden würde.
Die NCAA vergibt Meisterschaften in den folgenden Sportarten:
| Division I (M)          | Division II (M)         | Division III (M) | Sport                    | Division I (W) | Division II (W) | Division III (W) |
| ----------------------- | ----------------------- | ---------------- | ------------------------ | -------------- | --------------- | ---------------- |
| 1978– (FBS) 1978– (FCS) | 1973–                   | 1973–            | American Football        |                |                 |                  |
| 1947–                   | 1968–                   | 1976–            | Baseball                 |                |                 |                  |
| 1939–                   | 1957–                   | 1975–            | Basketball               | 1982–          | 1982–           | 1982–            |
|                         |                         |                  | Bowling                  | 2004–          | 2004–           | 2004–            |
| 1938–                   | 1958–                   | 1973–            | Crosslauf                | 1981–          | 1981–           | 1981–            |
| 1948–                   | 1978–84; 1993–99        | 1984–            | Eishockey                | 2001–          |                 | 2002–            |
| 1954–                   | 1972–                   | 1974–            | Fußball                  | 1982–          | 1988–           | 1986–            |
| 1941–                   | 1941–                   | 1941–            | Fechten                  | 1941–          | 1941–           | 1941–            |
| 1939–                   | 1963–                   | 1975–            | Golf                     | 1982–          | 1996–99; 2000–  | 1996–99; 2000–   |
| 1938–                   | 1968–84                 |                  | Turnen                   | 1982–          | 1982–86         |                  |
|                         |                         |                  | Hockey                   | 1981–          | 1981–           | 1981–            |
| 1971–                   | 1974–79; 1980–81; 1993– | 1974–79; 1980–   | Lacrosse                 | 1982–          | 2001–           | 1985–            |
| 1965–                   | 1985–                   | 1985–            | Leichtathletik (Indoor)  | 1983–          | 1985; 1987–     | 1985; 1987–      |
| 1921–                   | 1963–                   | 1974–            | Leichtathletik (Outdoor) | 1982–          | 1982–           | 1982–            |
| 1928–                   | 1963–                   | 1974–            | Ringen                   | 2026–          | 2026–           | 2026–            |
|                         |                         |                  | Rudern                   | 1997–          | 2002–           | 2002–            |
| 1924–                   | 1964–                   | 1975–            | Schwimmsport             | 1982–          | 1982–           | 1982–            |
| 1954–                   | 1954–                   | 1954–            | Skifahren                | 1954–          | 1954–           | 1954–            |
|                         |                         |                  | Softball                 | 1982–          | 1982–           | 1982–            |
| 1980–                   | 1980–                   | 1980–            | Sportschießen            | 1980–          | 1980–           | 1980–            |
| 1946–                   | 1963–                   | 1976–            | Tennis                   | 1982–          | 1982–           | 1982–            |
| 1970–                   | 1970–                   | 2012–            | Volleyball (Indoor)      | 1981–          | 1981–           | 1981–            |
|                         |                         |                  | Volleyball (Beach)       | 2016–          | 2016–           | 2016–            |
| 1969–                   | 1969–                   | 1969–            | Wasserball               | 2001–          | 2001–           | 2001–            |

Zusätzlich zu den oben genannten Sportarten organisierte die NCAA von 1948 bis 1960 eine Boxmeisterschaft. Die NCAA stellte Boxen nach dem sportlichen Niedergang in den 1950er Jahren und nach dem Tod eines Boxers beim NCAA-Turnier 1960 ein.
Die Anzahl der Mannschaften (Schulprogramme), die in den einzelnen Sportarten in ihrer jeweiligen Division teilnehmen, ist im Jahr 2019 wie folgt:

### Sportarten der Männer
| Sport                    | Division I | Division II | Division III |
| ------------------------ | ---------- | ----------- | ------------ |
| American Football        | 254        | 169         | 249          |
| Baseball                 | 297        | 265         | 389          |
| Basketball               | 351        | 312         | 423          |
| Crosslaufen              | 317        | 275         | 405          |
| Eishockey                | 60         | 7           | 83           |
| Fechten                  | 21         | 2           | 12           |
| Fußball                  | 205        | 215         | 417          |
| Golf                     | 299        | 227         | 312          |
| Turnen                   | 15         | 0           | 1            |
| Lacrosse                 | 73         | 71          | 242          |
| Leichtathletik (Indoor)  | 269        | 173         | 292          |
| Leichtathletik (Outdoor) | 289        | 223         | 322          |
| Ringen                   | 75         | 62          | 108          |
| Schwimmsport             | 131        | 75          | 238          |
| Sportschießen            | 18         | 2           | 3            |
| Skifahren                | 11         | 6           | 15           |
| Tennis                   | 251        | 167         | 331          |
| Volleyball               | 22         | 24          | 102          |
| Wasserball               | 25         | 8           | 16           |

### Sportarten der Frauen
| Sport                   | Division I | Division II | Division III |
| ----------------------- | ---------- | ----------- | ------------ |
| Basketball              | 349        | 313         | 439          |
| Beachvolleyball         | 60         | 13          | 3            |
| Bowling                 | 34         | 32          | 17           |
| Crosslaufen             | 348        | 300         | 424          |
| Eishockey               | 35         | 5           | 66           |
| Fechten                 | 26         | 2           | 15           |
| Feldhockey              | 77         | 35          | 166          |
| Fußball                 | 333        | 267         | 438          |
| Golf                    | 267        | 198         | 235          |
| Turnen                  | 61         | 7           | 15           |
| Lacrosse                | 116        | 112         | 291          |
| Leichtathletik (Indoor) | 332        | 196         | 296          |
| Leichtathletik(Outdoor) | 340        | 255         | 333          |
| Rudern                  | 88         | 16          | 44           |
| Schwimmsport            | 194        | 104         | 262          |
| Skifahren               | 12         | 7           | 16           |
| Softball                | 295        | 291         | 412          |
| Sportschießen           | 24         | 2           | 3            |
| Tennis                  | 312        | 223         | 369          |
| Volleyball              | 334        | 301         | 434          |
| Wasserball              | 33         | 12          | 19           |

### Emerging Sports for Women
Zusätzlich zu den oben genannten Sportarten erkennt die NCAA sogenannte Emerging Sports for Women an. Für diese Sportarten gibt es Stipendienbeschränkungen pro Sportart, aber derzeit keine offiziell anerkannten NCAA-Meisterschaften. Eine Mitgliedsinstitution kann diese Sportarten nutzen, um das für ihre Division erforderliche Maß an Sportförderung zu erreichen. Ein „Emerging Sport“ muss innerhalb von 10 Jahren Meisterschaftsstatus erlangen (mindestens 40 Programme für Mannschaftssportarten, außer in der Division III mit 28) oder stetige Fortschritte im Hinblick auf dieses Ziel vorweisen können, um auf der Liste zu bleiben. Bis dahin steht der Sport unter der Aufsicht der NCAA und ihrer zuständigen Einrichtungen. Der Status „Emerging Sport“ erlaubt es, dass Vereinsmannschaften an Wettbewerben teilnehmen können, um die von der NCAA festgelegte Mindestanzahl von Wettbewerben zu erfüllen.
Die fünf Sportarten, die derzeit als „Emerging Sports for Women“ gelten, sind:
- Akrobatik & Tumbling
- Reitsport
- Rugby
- Stunt – Eine Cheerleader-Disziplin, bei der die Akrobatik stark im Vordergrund steht.
- Triathlon

Die jüngste „Emerging Sport“, die den Meisterschaftsstatus erreicht hat, ist das Ringen, das im akademischen Jahr 2025–26 seine erste Meisterschaft austragen wird.

## Meisterschaften

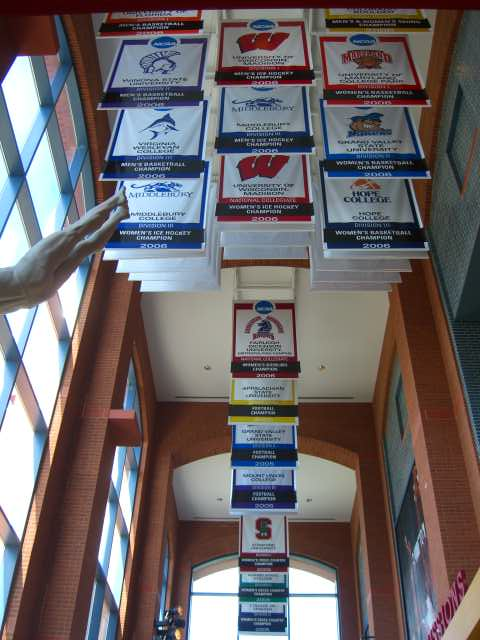
Banner der NCAA-Meisterschaften 2006 in der NCAA Hall of Champions in Indianapolis

### Trophäen
Für jede von der NCAA sanktionierte Sportart mit Ausnahme des FBS-Footballs der Division I vergibt die NCAA Gold-, Silber- und Bronzetrophäen für die erst-, zweit- und drittplatzierten Teams. Bei den NCAA-Basketballturnieren erhalten die beiden Halbfinalisten, die es nicht zum Meisterschaftsspiel geschafft haben, bronzene Trophäen für den dritten Platz (vor 1982 spielten die Teams ein „Consolation“-Spiel zur Ermittlung des dritten Platzes). Ähnliche Trophäen werden an die beiden Halbfinalisten bei den NCAA-Footballturnieren (welche in der Division I FCS und den beiden unteren Divisionen ausgetragen werden) vergeben, die noch nie ein Spiel um den dritten Platz bestritten haben. Die siegreichen Mannschaften bleiben im Besitz dieser Trophäen, es sei denn, es wird später festgestellt, dass sie durch schwere Regelverstöße gewonnen wurden.
Ab der Saison 2001/2002 und erneut in der Saison 2007/2008 wurden die Trophäen geändert. Ab der Basketball-Saison 2006 erhalten die Teams, die es in die Runde der letzten Vier des Turniers der Division I schaffen, nach dem Gewinn ihrer Regionalmeisterschaft bronzene Pokale für die „Regionalmeisterschaft“. Die Mannschaften, die es in das nationale Meisterschaftsspiel schaffen, erhalten eine zusätzliche Trophäe, die für den Sieger vergoldet und für den Zweitplatzierten versilbert ist. Ab Mitte der 1990er Jahre erhalten die Nationalen Meister im Herren- und Damen-Basketball nach der Übergabe der Standard NCAA-Meisterschaftstrophäe eine aufwendige Trophäe mit einem Sockel aus schwarzem Marmor und einem „Hals“ aus Kristall mit einem abnehmbaren Kristallbasketball.
Stand 23. Dezember 2019 haben Stanford, UCLA und Southern California (USC) die meisten NCAA-Meisterschaften. Stanford hat 126 und UCLA 118 der gesamten NCAA-Mannschaftsmeisterschaften im Männer- und Frauensport gewonnen, während USC mit 107 an dritter Stelle steht.

### Football Bowl Subdivision
Die NCAA hat nie eine offizielle Meisterschaft für ihre höchste Stufe im Football, die jetzt als Division I FBS bekannt ist, zugelassen. Stattdessen vergeben mehrere externe Einrichtungen ihre eigenen Titel. Die NCAA veranstaltet kein Meisterschaftsturnier oder Spiel für Division I FBS Football. In der Vergangenheit wurde Teams, die in einer Reihe von Medienumfragen am Ende der Saison den ersten Platz belegten, vor allem in der AP-Umfrage unter Schriftstellern und in der Trainerumfrage, die „National Championship“ zugesprochen.
Seit 2014 hat das College Football Playoff – ein Zusammenschluss der Conferences und unabhängigen Schulen, die in der Division I FBS und in sechs Bowl-Spielen antreten – vereinbart, die vier besten Teams (basierend auf einem dreizehnköpfigen Komitee, das die Teams auswählt und festsetzt) in zwei Halbfinalspielen unterzubringen, wobei die Gewinner ins Finale der College Football Playoff National Championship einziehen, die von der NCAA nicht offiziell genehmigt oder anerkannt wird. Der Gewinner des Spiels erhält eine Trophäe; da die NCAA keine nationale Meisterschaft für den FBS-Football der Division I vergibt, steht diese Trophäe nicht für die NCAA, wie dies bei anderen nationalen College-Sport-Meisterschaften der NCAA der Fall ist.

## Conferences

### Division I
Siehe auch: NCAA Division I
Anmerkungen
- FBS-Conferences im Football sind mit einem Sternchen (*) gekennzeichnet.

- FCS-Conferencens im Football sind mit zwei Sternchen gekennzeichnet (**)

- Konferenzen, die weder Football noch Basketball fördern, sind kursiv dargestellt.

- America East Conference
- American Conference (American) *
- Atlantic Coast Conference (ACC) *
- Atlantic Sun Conference (ASUN)
- Atlantic 10 Conference (A-10)
- Big East Conference
- Big Sky Conference **
- Big South Conference
- Big Ten Conference (Big Ten oder B1G) *
- Big West Conference
- Big 12 Conference (Big 12) *
- Coastal Athletic Association (CAA)
- Coastal Collegiate Sports Association (CCSA)
- Conference USA (CUSA) *
- Horizon League
- Ivy League **
- Metro Atlantic Athletic Conference (MAAC)
- Mid-American Conference (MAC) *
- Mid-Eastern Athletic Conference (MEAC) **
- Missouri Valley Conference (MVC oder The Valley)
- Mountain Pacific Sports Federation (MPSF)
- Mountain West Conference (MW) *
- Northeast Conference (NEC) **
- Ohio Valley Conference (OVC)
- Pacific-12 Conference (Pac-12) *
- Patriot League **
- Southeastern Conference (SEC) *
- Southern Conference (SoCon) **
- Southland Conference **
- Southwestern Athletic Conference (SWAC) **
- The Summit League (The Summit)
- Sun Belt Conference (SBC) *
- West Coast Conference (WCC)
- Western Athletic Conference (WAC)
- NCAA Division I Independents

Conferences, die ausschließlich FCS Football fördern
- Big South–OVC Football Assocaition – Beginnt den Spielbetrieb in der Saison 2023 als Zusammenschluss der Football-Ligen der Big South Conference und der Ohio Valley Conference.
- Coastal Athletic Association Football Conference (CAA Football) – Obwohl die Football-Liga von der Coastal Athletic Association verwaltet wird, ist sie eine eigenständige Organisation.
- Missouri Valley Football Conference
- Pioneer Football League
- United Athletic Conference – Beginnt den Spielbetrieb in der Saison 2023 als Zusammenschluss der Football-Ligen der Atlantic Sun Conference und der Western Athletic Conference.

Conferences, die ausschließlich Eishockey fördern
- Atlantic Hockey America – Gegründet kurz nach der Saison 2023–24 durch den Zusammenschluss der Atlantic Hockey Association und College Hockey America.
- Big Ten Conference – Nur Männer
- Central Collegiate Hockey Association – Nur Männer. 2021 neu gegründet; war zuvor von 1971 bis 2013 tätig.
- ECAC Hockey
- Hockey East
- National Collegiate Hockey Conference (NCHC) – Nur Männer
- New England Women’s Hockey Alliance (NEWHA) – Nur Frauen
- Western Collegiate Hockey Association (WCHA) – Nur Frauen

### Division II
- California Collegiate Athletic Association (CCAA)
- Central Atlantic Collegiate Conference (CACC)
- Central Intercollegiate Athletic Association (CIAA)
- Conference Carolinas (CC)
- East Coast Conference (ECC)
- Great American Conference (GAC)
- Great Lakes Intercollegiate Athletic Conference (GLIAC)
- Great Lakes Valley Conference (GLVC)
- Great Midwest Athletic Conference (G-MAC)
- Great Northwest Athletic Conference (GNAC)
- Gulf South Conference (GSC)
- Lone Star Conference (LSC)
- Mid-America Intercollegiate Athletics Association (MIAA)
- Mountain East Conference (MEC)
- Northeast-10 Conference (NE-10)
- Northern Sun Intercollegiate Conference (NSIC)
- Pacific West Conference (PacWest)
- Peach Belt Conference (PBC)
- Pennsylvania State Athletic Conference (PSAC)
- Rocky Mountain Athletic Conference (RMAC)
- South Atlantic Conference (SAC)
- Southern Intercollegiate Athletic Conference (SIAC)
- Sunshine State Conference (SSC)
- NCAA Division II Independents

### Division III
- Allegheny Mountain Collegiate Conference (AMCC)
- American Rivers Conference (ARC)
- American Southwest Conference (ASC)
- Atlantic East Conference (AEC)
- Centennial Conference (Centennial)
- City University of New York Athletic Conference (CUNYAC)
- Coast to Coast Athletic Conference (C2C)
- College Conference of Illinois and Wisconsin (CCIW)
- Collegiate Conference of the South (CCS)
- Conference of New England (CNE)
- Empire 8 (E8)
- Great Northeast Athletic Conference (GNAC)
- Heartland Collegiate Athletic Conference (HCAC)
- Landmark Conference (Landmark)
- Liberty League (Liberty)
- Little East Conference (LEC)
- Massachusetts State Collegiate Athletic Conference (MASCAC)
- Michigan Intercollegiate Athletic Association (MIAA)
- Middle Atlantic Conferences (MAC) – Eine Dachorganisation der folgenden drei Conferences:
  - MAC Commonwealth, fördert 14 Sportarten, aber kein Football
  - MAC Freedom, fördert dieselben 14 Sportarten
  - Middle Atlantic Conference, fördert 13 Sportarten, inklusive Football
- Midwest Conference (Midwest oder MWC)
- Minnesota Intercollegiate Athletic Conference (MIAC)
- New England Small College Athletic Conference (NESCAC)
- New England Women’s and Men’s Athletic Conference (NEWMAC)
- New Jersey Athletic Conference (NJAC)
- North Atlantic Conference (NAC)
- North Coast Athletic Conference (NCAC)
- Northern Athletics Collegiate Conference (NACC)
- Northwest Conference (NWC)
- Ohio Athletic Conference (OAC)
- Old Dominion Athletic Conference (ODAC)
- Presidents' Athletic Conference (PAC)
- Skyline Conference (Skyline)
- Southern Athletic Association (SAA)
- Southern California Intercollegiate Athletic Conference (SCIAC)
- Southern Collegiate Athletic Conference (SCAC)
- State University of New York Athletic Conference (SUNYAC)
- St. Louis Intercollegiate Athletic Conference (SLIAC)
- United East Conference
- University Athletic Association (UAA)
- Upper Midwest Athletic Conference (UMAC)
- USA South Athletic Conference (USA South)
- Wisconsin Intercollegiate Athletic Conference (WIAC)
- NCAA Division III Independents

Conferences, die ausschließlich Football fördern
- Eastern Collegiate Football Conference (ECFC)

Andere Conferences, die nur eine einzelne Sportart fördern
- Continental Volleyball Conference (CVC) – Volleyball (nur Männer)
- ECAC East – Eishockey
- ECAC Northeast – Eishockey (nur Männer)
- ECAC West – Eishockey
- Midwest Collegiate Volleyball League (MCVL) – Volleyball (nur Männer)
- Midwest Lacrosse Conference (MLC) – Lacrosse (nur Männer)
- Midwest Women’s Lacrosse Conference (MWLC) – Lacrosse (nur Frauen)
- New England Collegiate Conference (NECC) – Volleyball (nur Männer)
- Northern Collegiate Hockey Association (NCHA) – Eishockey
- United Collegiate Hockey Conference (UCHC) – Eishockey
- United Volleyball Conference (UVC) – Volleyball (nur Männer)

### Ski Conferences (divisionsübergreifend)
- Eastern Intercollegiate Ski Association
- Central Collegiate Ski Association
- Rocky Mountain Intercollegiate Ski Association

## Referat für Inklusion

### Inklusions- und Diversitätskampagne
Das einwöchige Programm fand vom 1. bis 5. Oktober 2018 statt. Ziel war die Nutzung von Social-Media-Plattformen, um die Vielfalt und Inklusion innerhalb des interkollegialen Sports zu fördern. In der Geschichte der NCAA gab es immer wieder Kontroversen über die Vielfalt innerhalb der Hochschulsportarten, wobei diese Kampagne der direkteste Ansatz der NCAA zur Bekämpfung dieser Probleme ist.

### Inklusionsstatement der NCAA
Als Grundwert glaubt die NCAA an Vielfalt, Inklusion und Geschlechtergerechtigkeit unter ihren studentischen Sportlern, Trainern und Verwaltungsangestellten und setzt sich dafür ein. Sie bemüht sich um die Schaffung und Aufrechterhaltung einer inklusiven Kultur, die die gleichberechtigte Teilnahme von Studierenden und Sportlern sowie die Karrierechancen von Trainern und Verwaltungsangestellten mit unterschiedlichem Hintergrund fördert. Vielfalt und Integration verbessern das Lernumfeld für alle studentischen Sportler und steigern die Qualität innerhalb des Verbandes.
Das Referat für Inklusion wird Programme und Bildungsmaßnahmen anbieten bzw. ermöglichen, die die Grundlagen einer vielfältigen und inklusive Kultur unter Berücksichtigung aller Dimensionen der Vielfalt, einschließlich, aber nicht beschränkt auf Alter, Hautfarbe, Geschlecht, Klasse, nationale Herkunft, Religion, Geschlechtsidentität, Behinderung, Geschlechtsausdruck, geografische Herkunft, Einkommen, Familienstand, Elternstand, sexuelle Orientierung und Arbeitserfahrung, unterstützen.
As a core value, the NCAA believes in and is committed to diversity, inclusion and gender equity among its student-athletes, coaches and administrators. We seek to establish and maintain an inclusive culture that fosters equitable participation for student-athletes and career opportunities for coaches and administrators from diverse backgrounds. Diversity and inclusion improve the learning environment for all student-athletes and enhance excellence within the Association.
The Office of Inclusion will provide or enable programming and education, which sustains foundations of a diverse and inclusive culture across dimensions of diversity including but not limited to age, race, sex, class, national origin, creed, educational background, religion, gender identity, disability, gender expression, geographical location, income, marital status, parental status, sexual orientation and work experiences.
Diese Erklärung wurde vom NCAA-Vorstand im April 2010 angenommen und vom Aufsichtsrat der NCAA im April 2017 angepasst.

### Geschlechtergerechtigkeit und Title IX
Es gibt zwar keine konkreten Kriterien bezüglich des Zustands der Geschlechtergerechtigkeit an den Universitäten, aber ein Sportprogramm gilt als geschlechtergerecht, wenn sowohl das Sportprogramm für Frauen als auch das für Männer einen Konsens erreicht.
Auf der Grundlage von Title IX, der 1972 zum Civil Rights Act of 1964 hinzugefügt wurde, wurde die Diskriminierung aufgrund des Geschlechts kriminalisiert. Dies spielt insofern eine Rolle für den Hochschulsport, als es dazu beiträgt, die Gleichberechtigung der Geschlechter und die Einbeziehung in den Hochschulsport aufrechtzuerhalten. Die NCAA stellt viele Ressourcen zur Verfügung, um Informationen bereitzustellen und diese Änderung durchzusetzen.
Die NCAA hat diese Kernwerte in den Mittelpunkt ihrer Entscheidungen über die Vergabe von Meisterschaftskandidaten gestellt. Im April 2016 kündigte der Aufsichtsrat neue Anforderungen für die Gastgeberstädte an, die den Schutz aller an der Veranstaltung beteiligten Personen vor Diskriminierung aufgrund der sexuellen Orientierung oder der geschlechtlichen Identität einschließen. Diese Entscheidung wurde durch die Verabschiedung von Gesetzen durch mehrere Staaten veranlasst, die eine Diskriminierung aufgrund der sexuellen Orientierung oder der geschlechtlichen Identität in Verbindung mit religiösen Überzeugungen zulassen.

### LGBTQ
Die LGBTQ Community wurde in der Öffentlichkeit beobachtet und kontrovers diskutiert, doch die NCAA bemüht sich, die Einbeziehung dieser Gruppen zu unterstützen. Die NCAA stellt viele Ressourcen zur Verfügung, die die Bildung der Collegegemeinschaft zu diesem Thema und ihre Richtlinien betreffen, um die Vielfalt zu fördern.
Titel IX schützt die Transgender-Gemeinschaft innerhalb des Hochschulsports und auf Universitätsgeländen. Während das Thema kontrovers diskutiert wird, ist die aktuelle Politik der NCAA zur Teilnahme von transsexuellen Studenten und Sportlern vom Testosteronspiegel abhängig. Transgender-Studenten dürfen nur dann in einem männlichen Sportteam antreten, wenn sie sich wegen des Geschlechtswechsels einer medizinischen Behandlung mit Testosteron unterzogen haben, und Transgender-Studentinnen dürfen erst dann in einem Frauen-Sportteam antreten, wenn sie ein Kalenderjahr lang eine Behandlung zur Testosteronunterdrückung absolviert haben. Transgender-Männer dürfen nicht mehr in einer Frauenmannschaft antreten, und Transgender-Frauen nicht mehr in einer Männermannschaft antreten, ohne diese in eine gemischte Mannschaft umzuwandeln.
Im Jahr 2010 kündigte der NCAA-Vorstand seine Unterstützung und sein Engagement für Vielfalt, Inklusion und Gleichstellung der Geschlechter unter den Studenten, Sportlern, Trainern und Verwaltungsangestellten an. Die Erklärung umfasst die Verpflichtung der NCAA, sicherzustellen, dass alle Studenten die gleichen Chancen haben, ihre akademischen Ziele zu erreichen, und dass Coaches und Verwaltungsangestellte in einem Klima des Respekts gleiche Chancen für die berufliche Entwicklung haben. 2012 gab der LGBTQ-Unterausschuss des verbandsweiten NCAA-Ausschusses für Frauensport und der Ausschuss für Chancengleichheit und Interessen von Minderheiten das Dokument Champions of Respect in Auftrag, ein Dokument, das Ressourcen und Interessenvertretung bereitstellt, die die Integration und Gleichberechtigung von LGBTQ-Studenten, Athleten, Trainern, Verwaltungsangestellten und allen anderen Personen fördert, die mit dem Hochschulsport zu tun haben. Dieses Dokument verwendet Leitfäden der Frauensportstiftung It Takes a Team! zur Behandlung von Fragen der LGBTQ-Gleichstellung im Hochschulsport. Das Dokument enthält Informationen zu spezifischen Problemen, mit denen LGBTQ-Sportler konfrontiert sind, zu Ähnlichkeiten und Unterschieden dieser Probleme bei Frauen- und Männermannschaften, zu politischen Empfehlungen und bewährten Verfahren sowie zu rechtlichen Hilfsmitteln und Gerichtsverfahren.
Die NCAA äußerte sich besorgt über den Religious Freedom Restoration Act von Indiana, der es Unternehmen erlaubt, Menschen aufgrund ihrer sexuellen Orientierung zu diskriminieren. Dieser Gesetzentwurf wurde kurz vor der Festlegung von Indianapolis als Austragungsort für das 2015 Men’s Basketball Final Four-Tournament vorgeschlagen. Der Gesetzentwurf steht im Widerspruch zu den Grundwerten der NCAA, nämlich Inklusion und Gleichheit, und zwingt die NCAA dazu, die Verlegung von Veranstaltungen aus Indiana heraus zu erwägen. Unter dem Druck der gesamten Nation und aus Furcht vor dem wirtschaftlichen Verlust durch das Verbot, Veranstaltungen der NCAA auszurichten, revidierte der Gouverneur von Indiana, Mike Pence, den Gesetzentwurf, so dass Unternehmen nicht aufgrund von sexueller Orientierung, Rasse, Religion oder Behinderung diskriminieren dürfen. Die NCAA akzeptierte den revidierten Gesetzentwurf und veranstaltet weiterhin Veranstaltungen in Indiana. Der Gesetzentwurf wurde am 1. Juli 2015 in Kraft gesetzt.
Am 12. September 2016 kündigte die NCAA an, dass alle sieben geplanten Meisterschaftsveranstaltungen für das Studienjahr 2016/2017 aus North Carolina abgezogen werden. Diese Entscheidung war eine Reaktion auf die Verabschiedung des Public Facilities Privacy and Security Act (H.B. 2) durch den Staat am 23. März 2016. Dieses Gesetz verlangt, dass Menschen öffentliche Toiletten benutzen müssen, die ihrem bei der Geburt zugewiesenen Geschlecht entsprechen, und hindert die Städte daran, Gesetze zu verabschieden, die vor der Diskriminierung von Schwulen und Transgendern schützen. Der Aufsichtsrat der NCAA entschied, dass dieses Gesetz die Gewährleistung einer inklusiven Atmosphäre in den gastgebenden Städten zu einer Herausforderung machen würde, und dass die Verlegung der Meisterschaftsveranstaltungen das Engagement des Verbandes zur Aufrechterhaltung eines Umfelds, das mit seinen Grundwerten übereinstimmt, am besten widerspiegelt. North Carolina hat die Gelegenheit verloren, das 2018 stattfindende Final Four Tournament auszurichten, das in Charlotte geplant war, aber nach San Antonio verlegt wurde. Wenn H.B. 2 nicht aufgehoben wird, könnte North Carolina von 2019 bis 2022 von der Teilnahme an den Veranstaltungen ausgeschlossen werden.

### Herkunft und Ethnie
Die Angehörigen ethnischer Minderheiten in der NCAA werden durch Inklusions- und Diversitätsmaßnahmen geschützt, die eingeführt wurden, um die Sensibilität und das Bewusstsein für die Probleme und Herausforderungen zu erhöhen, denen sich Sportler aller Colleges gegenübersehen. Die NCAA stellt eine demographische Datenbank zur Verfügung, die von der Öffentlichkeit eingesehen werden kann.
In der Vergangenheit hat die NCAA ihre Autorität bei der Entscheidung über Austragungsorte genutzt, um ihre Grundwerte zu fördern. Der Verband verbietet zudem Meisterschaftsveranstaltungen in Bundesstaaten, die die Flagge der Konföderierten Staaten von Amerika zeigen, sowie in Mitgliedsschulen, die beleidigende oder anstößige Spitznamen oder Maskottchen tragen, die auf indianischen Bildern basieren. Die Vorstandsmitglieder möchten sicherstellen, dass jeder, der mit einer Meisterschaftsveranstaltung der NCAA zu tun hat, mit Fairness und Respekt behandelt wird.

### Sportler mit Behinderung
Die NCAA definiert eine Behinderung als eine momentane Beeinträchtigung, die einen erheblichen Einfluss auf die schulischen Leistungen eines Schülers hat und eine Vorkehrung erfordert. Studentische Athleten mit Behinderungen erhalten neben einem angepassten Sportmodell auch pädagogische Anpassungen. Die NCAA veranstaltet ab 2015 geeignete Sportmeisterschaften sowohl für Leichtathletik als auch für Schwimmen und Tauchen.

### Internationale Sportler
In den letzten zwei Jahrzehnten hat sich die Einstellung internationaler Athleten zu einem wachsenden Trend bei den NCAA-Institutionen entwickelt. Beispielsweise sind die meisten deutschen Athleten außerhalb Deutschlands an US-Universitäten angesiedelt. Für viele europäische Athleten sind die amerikanischen Universitäten die einzige Möglichkeit, gleichzeitig eine akademische und sportliche Karriere zu verfolgen. Viele dieser Studenten kommen mit hohen akademischen Erwartungen und Ambitionen in die USA.

## Namensänderungen von College-Mannschaften
Bis zum Jahr 2018 wurden die Schulmaskottchen, die auf rassistischen und/oder beleidigenden Vorurteilen beruhen, weiterhin verändert. Universitäten, die den Richtlinien der NCAA unterliegen, stehen unter Beobachtung, was speziell Maskottchen betrifft, die von den amerikanischen Ureinwohnern inspiriert sind. Während viele Colleges ihre Maskottchen gewechselt haben, haben einige die legale Erlaubnis des dargestellten Stammes erhalten und werden das Maskottchen weiterhin verwenden. Der Streit um die Maskottchen der amerikanischen Ureinwohner ist noch nicht vollständig beigelegt, aber viele Probleme sind gelöst worden.
Im Folgenden ist eine Liste von nennenswerten Colleges aufgeführt, die in der jüngeren Geschichte Maskottchen und/oder Spitznamen von amerikanischen Ureinwohnern verändert haben:
- Stanford – Indians zu Cardinals (1972); wurde 1981 zu Cardinal
- UMass – Redmen und Redwomen zu Minutemen und Minutewomen (1972)
- Dartmouth – Indians zu Big Green (1974)
- Siena – Indians zu Saints (1988)
- Eastern Michigan – Hurons zu Eagles (1991)
- St. John’s (NY) – Redmen zu Red Storm (1994)
- Marquette – Warriors zu Golden Eagles (1994)
- Chattanooga - Moccasins zu Mocs, angelehnt an Mockingbirds (1996)
- Miami (OH) – Redskins zu RedHawks (1997)
- Seattle – Chieftains zu Redhawks (2000)
- Southeast Missouri State – Indians (Männer) und Otahkians (Frauen) zu Redhawks (2005)
- Louisiana–Monroe – Indians zu Warhawks (2006)
- Arkansas State – Indians zu Red Wolves (2008)[54]
- North Dakota – 2012 offiziell den Namen Fighting Sioux aufgegeben; 2015 den Namen Fighting Hawks angenommen[55]

Andere:
- Illinois - 2007 wurde Chief Illiniwek als offizielles Symbol abgeschafft. Sportmannschaften werden weiterhin Fighting Illini genannt.

- Bradley, Alcorn State - Beide Schulen verwenden keine Maskottchen der amerikanischen Ureinwohner mehr, haben aber ihren Namen als Braves beibehalten.
- William & Mary - Anpassung des Stammes-Logos, um Federn zu entfernen, damit es den Anforderungen der NCAA entspricht. Sportmannschaften werden immer noch Tribe genannt. (2007)
- Chattanooga - entfernte das Maskottchen Chief Moccanooga und das Motiv des Mokassin-Schuhs 1996; behielt den Begriff „Mocs“ bei, übertrug seine Darstellung jedoch auf den offiziellen Staatsvogel.

Anmerkung: Utah (Utes), Central Michigan (Chippewas), Florida State (Seminoles) und Mississippi College (Choctaws) haben alle erfolgreich Berufung bei der NCAA eingelegt, nachdem sie als „feindselig und offensiv“ bezeichnet wurden. Alle nannten in der Berufung positive Beziehungen zu den benachbarten Stämmen. Die UNC Pembroke (Braves), eine Einrichtung, die ursprünglich zur Ausbildung von Ureinwohnern Amerikas geschaffen wurde und enge Beziehungen zum lokalen Lumbee-Stamm unterhält, erhielt die Genehmigung, die Verwendung von Bildern der Ureinwohner fortzusetzen, ohne dass es eines Appells bedurfte.

## Regelverstöße
Die Mitgliedshochschulen verpflichten sich, die von der NCAA aufgestellten Regeln zu befolgen. Die Schaffung eines Systems zur Durchsetzung der Bestimmungen der NCAA erfolgte 1952 nach sorgfältiger Prüfung durch die Mitglieder.
Vorwürfe von Regelverstößen werden an den Untersuchungsstab der NCAA weitergeleitet. Es wird eine Voruntersuchung eingeleitet, um festzustellen, ob eine offizielle Untersuchung gerechtfertigt ist, und um alle daraus resultierenden Verstöße als geringfügig oder schwerwiegend einzustufen. Wenn mehrere Verstöße festgestellt werden, kann die NCAA feststellen, dass die Schule als Ganzes einen „Mangel an institutioneller Kontrolle“ aufweist. Die betroffene Institution wird umgehend benachrichtigt und kann in eigener Sache vor dem NCAA Committee on Infractions aussagen.
Feststellungen des Committee on Infractions und die daraus resultierenden Strafmaßnahmen in größeren Fällen werden der Institution mitgeteilt. Neben anderen Strafen umfassen die Sanktionen in der Regel auch die Verhängung einer „Bewährungsstrafe“ für einen bestimmten Zeitraum. Die Institution kann gegen die Befunde oder Strafen bei einem Berufungsausschuss Berufung einlegen. Nach Prüfung schriftlicher Berichte und mündlicher Darstellungen von Vertretern des Komitees und der Einrichtung wird der Ausschuss über die Berufung entscheiden. Zu den Maßnahmen kann gehören, die Befunde und die Strafe des Verstoßkomitees zu akzeptieren, sie zu ändern oder eigene Ergebnisse zu treffen und eine angemessene Strafe zu verhängen.
In Fällen besonders schwerwiegenden Fehlverhaltens hat die NCAA die Befugnis, einer Schule die Teilnahme an einer bestimmten Sportart zu untersagen, diese Strafe wird als „Death Penalty“ bezeichnet. Seit 1985 kann jede Schule, die während der Probezeit schwere Verstöße begeht, für bis zu zwei Jahre von der betreffenden Sportart ausgeschlossen werden. Wenn sich die NCAA jedoch dafür entscheidet, für einen wiederholten Verstoß keine „Death Penalty“ zu verhängen, muss sie erklären, warum sie dies nicht getan hat. Diese Strafe ist in ihrer heutigen Form erst dreimal verhängt worden, unter anderem als die Footballmannschaft der Southern Methodist University (SMU) ihre Saison 1987 wegen massiver Regelverstöße, die mehr als ein Jahrzehnt zurückliegen, abbrechen musste. Auch 1988 entschied sich die SMU aufgrund der Nachbeben der Sanktionen dafür, keine Mannschaft aufzustellen, weshalb sich das Team bis heute nicht wieder erholt hat. Seitdem hat es nur vier Saisons mit einer positiven Siegquote abgeschlossen und vier Bowlspiele bestritten (die meisten unter June Jones, dem Cheftrainer der Mannschaft von 2008 bis zu seinem Rücktritt während der Saison 2014). Die verheerenden Auswirkungen, die die „Death Penalty“ auf die SMU hatte, haben Berichten zufolge dazu geführt, dass die NCAA bei der Erteilung einer weiteren „Death Penalty“ Bedenken hat.
Seit dem Fall SMU gab es nur drei Fälle, in denen die NCAA ernsthaft erwogen hat, die „Death Penalty“ gegen eine Schule der Division I zu verhängen; 2003 wurde sie gegen das Männerfußballteam des Morehouse College der Division II und 2005 gegen das Männertennisteam des MacMurray College der Division III verhängt. Zusätzlich zu diesen Fällen wurde als letzte Schule der Division I die Pennsylvania State University in Betracht gezogen. Der Grund dafür war der Jerry-Sandusky-Zwischenfall, der der Penn State beinahe die „Death Penalty“ gebracht hätte. Sie erhielt eine Geldstrafe in Höhe von 60 Millionen Dollar, zusätzlich zu anderen Sanktionen wie Bann von Bowl Games für die Dauer von vier Jahren, den Entzug von 40 Stipendien sowie der Tilgung aller Siege zwischen 1998 und 2012 aus den Aufzeichnungen. Die NCAA revidierte ihre Entscheidung später, indem sie alle verbleibenden Strafen aufhob.
Am 22. Juni 2012 war Jerry Sandusky, der Defensivkoordinator der Penn State Nittany Lions, schuldig gesprochen worden, über 15 Jahre hinweg mindestens zehn Jugendliche sexuell missbraucht zu haben. Sandusky hatte nicht nur seine eigene Wohltätigkeitsorganisation für Jugendliche aus einkommensschwachen Haushalten benutzt, um Opfer zu finden, er wurde auch bei der Vergewaltigung eines seiner Opfer in den Duschräumen des Football-Teams ertappt. Eine interne Untersuchung, die vom ehemaligen F.B.I.-Direktor Louis Freeh durchgeführt wurde, kam zu dem Schluss, dass Sandusky über Jahre hinweg von Mitwissern wie dem Dekan der Universität, dem Direktor der Athletikabteilung und Head Coach Joe Paterno gedeckt worden war, die so einem pädophilen Vergewaltiger ermöglichten, noch mehr Opfer zu finden und zu missbrauchen. Joe Paterno, eine Vaterfigur für Penn State Fans, dessen Footballprogramm der Universität über 50 Millionen US-Dollar pro Jahr einbrachte, war nach der Annullierung seiner Siege nicht länger der siegreichste College-Football-Coach, wurde entlassen und starb zwei Monate später an Lungenkrebs. Ebenso wurden die Nittany Lions mit dem Verlust von Stipendien und dem Ausschluss von Bowl-Spielen nach der Saison sanktioniert. Bis zu diesem Zeitpunkt waren die Nittany Lions üblicherweise als ethisch einwandfreie Bildungseinrichtung im Zusammenhang mit College Football betrachtet und als Gegenentwurf zu den ethisch weniger vornehmen Schulen herangezogen worden. Im Januar 2015 nahm die NCAA alle verbliebenen Sanktionen zurück und Joe Paterno wurde wieder zum siegreichsten College-Football-Coach.

## Sponsoren
Die NCAA hat ein zweigliedriges Sponsoring-Geschäft. AT&T, Coca-Cola und CapitalOne sind Corporate Champions der NCAA, alle anderen sind Unternehmenspartner der NCAA.
| Unternehmen             | Kategorie                   | Sponsoring seit |
| ----------------------- | --------------------------- | --------------- |
| Buffalo Wild Wings      | Bar und Restaurant          | 2015            |
| AT&T                    | Telekommunikation           | 2001            |
| Coca-Cola               | Alkoholfreie Getränke       | 2002            |
| GEICO                   | Versicherung                | 2018            |
| Enterprise Rent-A-Car   | Autovermietung              | 2005            |
| Lowe’s                  | Heimwerkerbedarf            | 2005            |
| CapitalOne              | Bank und Kreditkarten       | 2008            |
| Nabisco (Ritz und Oreo) | Snacks                      | 2017            |
| Hershey’s (Reese’s)     | Süßwaren                    | 2009            |
| Google Cloud            | IT                          | 2017            |
| UPS                     | Paketlieferung und Logistik | 2009            |
| Nissan (Infiniti)       | Autos & Teile               | 2010            |
| Wendy’s                 | Fast-Food Restaurant        | 2016            |
| Pizza Hut               | Restaurant                  | 2016            |
| Intel                   | IT                          | 2017            |
| General Motors (Buick)  | Autos & Teile               | 2013            |
| Marriott                | Hotels                      | 2017            |
| Uber Eats               | Software/Essenslieferung    | 2018            |